# Wasilówka (Sokółka)
Pour les articles homonymes, voir Wasilówka.
Wasilówka est une localité polonaise de la voïvodie de Podlachie et du powiat de Sokółka.